# 1968-as Ázsia-kupa
Az 1968-as Ázsia-kupa volt a negyedik kontinentális labdarúgótorna az Ázsia-kupa történetében. A zárókört Iránban rendezték 1968. május 10. és 19. között. A kupát a házigazda Irán válogatottja nyerte meg.

## Résztvevők
- Irán (rendező)
- Izrael (címvédő)
- Burma
- Hongkong
- Tajvan

## Selejtező torna

### 1. csoport
| Csapat    | J | Gy | D | V | Rg | Kg | Gk | P |
| --------- | - | -- | - | - | -- | -- | -- | - |
| Burma     | 3 | 3  | 0 | 0 | 5  | 0  | +5 | 6 |
| Kambodzsa | 3 | 2  | 0 | 1 | 4  | 2  | +2 | 4 |
| Pakisztán | 3 | 0  | 1 | 2 | 1  | 4  | –3 | 1 |
| India     | 3 | 0  | 1 | 2 | 2  | 6  | -4 | 1 |

| 1967. november 12. |

| Burma | 2–0 | India |
| ----- | --- | ----- |
|       |     |       |

| Rangoon |

| 1967. november 13. |

| Kambodzsa | 1–0 | Pakisztán |
| --------- | --- | --------- |
|           |     |           |

| Rangoon |

| 1967. november 15. |

| Pakisztán | 1–1 | India |
| --------- | --- | ----- |
|           |     |       |

| Rangoon |

| 1967. november 16. |

| Burma | 1–0 | Kambodzsa |
| ----- | --- | --------- |
|       |     |           |

| Rangoon |

| 1967. november 18. |

| Kambodzsa | 3–1 | Pakisztán |
| --------- | --- | --------- |
|           |     |           |

| Rangoon |

| 1967. november 19. |

| Burma | 2–0 | Pakisztán |
| ----- | --- | --------- |
|       |     |           |

| Rangoon |

### 2. csoport
| Csapat      | J | Gy | D | V | Rg | Kg | Gk | P |
| ----------- | - | -- | - | - | -- | -- | -- | - |
| Hongkong    | 4 | 4  | 0 | 0 | 9  | 1  | +8 | 6 |
| Thaiföld    | 4 | 2  | 0 | 2 | 5  | 4  | +1 | 4 |
| Dél-Vietnám | 4 | 2  | 0 | 2 | 4  | 4  | 0  | 1 |
| Malajzia    | 4 | 1  | 1 | 2 | 4  | 5  | -1 | 1 |
| Szingapúr   | 4 | 0  | 1 | 3 | 2  | 10 | -8 | 1 |

| 1967. március 22. |

| Hongkong | 2–0 | Dél-Vietnám |
| -------- | --- | ----------- |
|          |     |             |

| Hongkong |

| 1967. március 24. |

| Malajzia | 1–1 | Szingapúr |
| -------- | --- | --------- |
|          |     |           |

| Hongkong |

| 1967. március 24. |

| Thaiföld | 0–1 | Dél-Vietnám |
| -------- | --- | ----------- |
|          |     |             |

| Hongkong |

| 1967. március 26. |

| Thaiföld | 4–1 | Szingapúr |
| -------- | --- | --------- |
|          |     |           |

| Hongkong |

| 1967. március 26. |

| Hongkong | 3–1 | Malajzia |
| -------- | --- | -------- |
|          |     |          |

| Hongkong |

| 1967. március 29. |

| Dél-Vietnám | 0–2 | Malajzia |
| ----------- | --- | -------- |
|             |     |          |

| Hongkong |

| 1967. március 29. |

| Hongkong | 2–0 | Szingapúr |
| -------- | --- | --------- |
|          |     |           |

| Hongkong |

| 1967. március 31. |

| Thaiföld | 1–0 | Malajzia |
| -------- | --- | -------- |
|          |     |          |

| Hongkong |

| 1967. április 2. |

| Hongkong | 2–0 | Thaiföld |
| -------- | --- | -------- |
|          |     |          |

| Hongkong |

| 1967. április 2. |

| Dél-Vietnám | 3–0 | Szingapúr |
| ----------- | --- | --------- |
|             |     |           |

| Hongkong |

### 3. csoport
| Csapat         | J | Gy | D | V | Rg | Kg | Gk  | P |
| -------------- | - | -- | - | - | -- | -- | --- | - |
| Tajvan         | 4 | 3  | 1 | 0 | 15 | 4  | +11 | 7 |
| Japán          | 4 | 3  | 1 | 2 | 8  | 4  | +4  | 7 |
| Dél-Korea      | 4 | 1  | 1 | 2 | 9  | 4  | +5  | 3 |
| Indonézia      | 4 | 1  | 1 | 2 | 10 | 6  | +4  | 3 |
| Fülöp-szigetek | 4 | 0  | 0 | 4 | 0  | 24 | -24 | 0 |

| 1967. július 27. |

| Tajvan | 2–2 | Japán |
| ------ | --- | ----- |
|        |     |       |

| Tajpej |

| 1967. július 27. |

| Dél-Korea | 1–1 | Indonézia |
| --------- | --- | --------- |
|           |     |           |

| Tajpej |

| 1967. augusztus 1. |

| Tajvan | 9–0 | Fülöp-szigetek |
| ------ | --- | -------------- |
|        |     |                |

| Tajpej |

| 1967. augusztus 1. |

| Japán | 2–1 | Dél-Korea |
| ----- | --- | --------- |
|       |     |           |

| Tajpej |

| 1967. augusztus 3. |

| Tajvan | 3–2 | Indonézia |
| ------ | --- | --------- |
|        |     |           |

| Tajpej |

| 1967. augusztus 3. |

| Japán | 2–0 | Fülöp-szigetek |
| ----- | --- | -------------- |
|       |     |                |

| Tajpej |

| 1967. augusztus 5. |

| Japán | 2–1 | Indonézia |
| ----- | --- | --------- |
|       |     |           |

| Tajpej |

| 1967. augusztus 5. |

| Dél-Korea | 7–0 | Fülöp-szigetek |
| --------- | --- | -------------- |
|           |     |                |

| Tajpej |

| 1967. augusztus 7. |

| Tajvan | 1–0 | Dél-Korea |
| ------ | --- | --------- |
|        |     |           |

| Tajpej |

| 1967. augusztus 7. |

| Indonézia | 6–0 | Fülöp-szigetek |
| --------- | --- | -------------- |
|           |     |                |

| Tajpej |

## Zárókör
| Csapat   | J | Gy | D | V | Rg | Kg | Gk | P |
| -------- | - | -- | - | - | -- | -- | -- | - |
| Irán     | 4 | 4  | 0 | 0 | 11 | 2  | +9 | 8 |
| Burma    | 4 | 2  | 1 | 1 | 5  | 4  | +1 | 5 |
| Izrael   | 4 | 2  | 0 | 2 | 11 | 5  | +6 | 4 |
| Tajvan   | 4 | 0  | 2 | 2 | 3  | 10 | -7 | 2 |
| Hongkong | 4 | 0  | 1 | 3 | 2  | 11 | -9 | 1 |

| 1968. május 10. |

| Irán                    | 2–0               | Hongkong |
| ----------------------- | ----------------- | -------- |
| Behzadi 70' Jabbari 88' | (0–0) Jegyzőkönyv |          |

| Amjadieh Stadion, Teherán Nézőszám: 28 000 Játékvezető: Norman Boswell (maláj) |

| 1968. május 11. |

| Tajvan | 1–1 | Burma |
| ------ | --- | ----- |
|        |     |       |

| Amjadieh Stadion, Teherán |

| 1968. május 12. |

| Hongkong           | 1–6   | Izrael                                         |
| ------------------ | ----- | ---------------------------------------------- |
| Yuan Kuan Yick 76' | (0–1) | Spiegler 9' 65' Spiegel 52' 54' Romano 61' 71' |

| Amjadieh Stadion, Teherán Nézőszám: 30 000 Játékvezető: Batha Chaterchi (indiai) |

| 1968. május 13. |

| Irán                                             | 4–0               | Tajvan |
| ------------------------------------------------ | ----------------- | ------ |
| Behzadi 31' Kalani 34' Eftekhari 51' Farzami 56' | (2–0) Jegyzőkönyv |        |

| Amjadieh Stadion, Teherán Nézőszám: 30 000 Játékvezető: Alex Joseph Vaz (indiai) |

| 1968. május 14. |

| Burma     | 1–0   | Izrael |
| --------- | ----- | ------ |
| Pu Ba 42' | (1–0) |        |

| Amjadieh Stadion, Teherán Nézőszám: 30 000 Játékvezető: Norman Boswell (maláj) |

| 1968. május 15. |

| Hongkong | 1–1 | Tajvan |
| -------- | --- | ------ |
|          |     |        |

| Amjadieh Stadion, Teherán |

| 1968. május 16. |

| Irán                                | 3–1               | Burma        |
| ----------------------------------- | ----------------- | ------------ |
| Kalani 2' Eftekhari 60' Behzadi 71' | (1–0) Jegyzőkönyv | Yeni Yot 50' |

| Amjadieh Stadion, Teherán Nézőszám: 30 000 Játékvezető: Natrajan (indiai) |

| 1968. május 17. |

| Izrael                                  | 4–1   | Tajvan            |
| --------------------------------------- | ----- | ----------------- |
| Romano 2' 60' Rosenthal 70' Spiegel 76' | (1–1) | Li Huan-Wen 45+1' |

| Amjadieh Stadion, Teherán Nézőszám: 20 000 Játékvezető: Narayan Ghosh (indiai) |

| 1968. május 18. |

| Burma | 2–0 | Hongkong |
| ----- | --- | -------- |
|       |     |          |

| Amjadieh Stadion, Teherán |

| 1968. május 19. |

| Irán                         | 2–1               | Izrael      |
| ---------------------------- | ----------------- | ----------- |
| Behzadi 75' Ghelichkhani 86' | (0–0) Jegyzőkönyv | Spiegel 56' |

| Amjadieh Stadion, Teherán Nézőszám: 30 000 Játékvezető: Alex Joseph Vaz (indiai) |

## Győztes
| Az 1968-as Ázsia-kupa győztese |
| ------------------------------ |
| IRÁN 1. cím                    |